# Hijos nuestros
Hijos nuestros es una película que incursiona en el género del fútbol de 2016 escrita Nicolás Suárez y dirigida por éste y Juan Fernández Gebauer.

## Reparto
- Carlos Portaluppi como Hugo.
- Ana Katz como Silvia.
- Valentín Greco como Julián.
- Julia Marzik como Pasajero.
- Florencia Berthold como Mujer Embarazada.
- Vanu Corral como Prostituta.
- Juan Guerci como Muchacho.
- Germán de Silva como Horacio.
- Pochi Ducasse como La Madre de Hugo.
- Gabo Correa como Lolo